# Bonneville (Haute-Savoie)
Bonneville (früher italienisch Bonavilla) ist eine französische Gemeinde im Département Haute-Savoie in der Region Auvergne-Rhône-Alpes.
Die Stadt liegt rund 27 Kilometer südöstlich von Genf und 57 Kilometer nordwestlich von Chamonix entfernt. Nahe dem Zentrum befindet sich das Wahrzeichen der Stadt, eine große Brücke über die Arve.
Bonneville hat 13.320 Einwohner (Stand 1. Januar 2022) auf einer Fläche von 27,15 km². Bürgermeister ist Martial Saddier. In der Stadt lebt der Olympiasieger 2006 in der Abfahrt, Antoine Dénériaz; Bonneville ist zudem Geburtsort des Fußballnationalspielers René Alpsteg.
Bonneville besitzt einen Bahnhof an der Bahnstrecke La Roche-sur-Foron–Saint-Gervais.
Die Gemeinde liegt in der Weinbauregion Savoie. Weißweine aus der Rebsorte Altesse (lokal Roussette genannt) dürfen unter der geschützten Herkunftsbezeichnung Roussette de Savoie vermarktet werden. Für Weißweine anderer Rebsorten sowie Rotweine gilt die AOC Vin de Savoie.

## Städtepartnerschaften
Partnerstädte von Bonneville sind
- Staufen im Breisgau (Baden-Württemberg)
- Racconigi (Piemont)
- Téra (Republik Niger). Tera wird von Bonneville durch zahlreiche Spenden unterstützt.

## Söhne- und Töchter der Stadt
- Jean-Joseph Tournier (1842–1924), römisch-katholischer Weihbischof in Karthago
- Amédée Guy (1882–1957), Politiker und Résistant
- Albert Dufréne (* 1946), Unternehmer und Autorennfahrer
- Sébastien Fournier-Bidoz (* 1976), Skirennläufer